# Moskau E-Prix
Der Moskau E-Prix ist ein Automobilrennen der FIA-Formel-E-Meisterschaft in Moskau, Russland. Es wurde erstmals 2015 ausgetragen. Der Moskau ePrix 2015 war das neunte Formel-E-Rennen.

## Geschichte
Der Moskau E-Prix wird auf einer eigens dafür errichteten temporären Rennstrecke in der Nähe des Roten Platzes ausgetragen.
Nelson Piquet jr. gewann den ersten Moskau ePrix.

## Ergebnisse
| Auflage | Jahr    | Strecke                     | Sieger                                        | Zweiter                                         | Dritter                 | Pole-Position                                        | Schnellste Runde                      |
| ------- | ------- | --------------------------- | --------------------------------------------- | ----------------------------------------------- | ----------------------- | ---------------------------------------------------- | ------------------------------------- |
| 1       | 2014/15 | Formel-E-Rennstrecke Moskau | Nelson Piquet jr. (NEXTEV TCR Formula E Team) | Lucas di Grassi (Audi Sport ABT Formula E Team) | Nick Heidfeld (Venturi) | Jean-Éric Vergne (Andretti Autosport Formula E Team) | Sébastien Buemi (Team e.dams Renault) |